# Battle Spirits
Battle Spirits (バトルスピリッツ?, Batoru Supirittsu, in italiano Battle Spirits: Gioco di carte, in inglese Battle Spirits: Trading Card Game) è un gioco di carte collezionabili. Pubblicato da Bandai e Sunrise, è uscito nel settembre 2008 in Giappone, ottenendo subito un grande riscontro di pubblico. Il 14 agosto 2009 è uscito negli Stati Uniti d'America. In Italia la distribuzione è stata avviata nel mese di luglio 2011, dopo la messa in onda della seconda serie anime e la pubblicazione del manga, ed è terminata nel novembre seguente.
Al gioco di carte hanno fatto seguito 10 serie anime prodotte dal 2008 con i loro rispettivi manga, e altro merchandising, come giochi o videogiochi.

## Gioco di carte collezionabile
Il gioco inizia posizionando cinque nuclei nella zona vita di ogni giocatore e tre sulla riserva di ogni giocatore, più 1 nucleo dell'anima. Ogni giocatore pesca quattro carte dal proprio mazzo. I passaggi in un turno sono i seguenti:
- Fase iniziale: segnala l'inizio del turno del primo giocatore.
- Fase principale: si prende un nucleo o lo aggiungi alla riserva. Questo passaggio viene saltato nel primo turno.
- Fase di pesca: pesca una carta dal mazzo.
- Fase di acquisizione: aggiorna tutte le carte e riprendi i nuclei dal cestino (se presenti).
- Fase principale: durante questa fase avviene l'evocazione e l'aumento di livello di Spiritis, l'uso della magia, il posizionamento di carte Burst (solo una), lo schieramento dei Nexus. Non è consentito evocare, sfidare o muovere il nucleo in altre fasi (tranne quando indicato dagli effetti).
- Fase di attacco: Questo passaggio viene solitamente saltato nel primo turno. I passi sono i seguenti:
  - Decidi quale spirito attacca. Solo una carta in posizione rinnovata può attaccare o bloccare e si esaurisce non appena viene dichiarato un attacco o un blocco.
  - Tempistica del lampo: in questo momento è possibile eseguire l'evocazione magica o rapida. Il difensore ha il diritto di usare la magia per primo, ma gli effetti (Quando Attacca) hanno la priorità.
  - L'avversario decide se bloccare o prendere una vita. Se si prende una vita, il secondo tempo di Flash e il controllo BP vengono saltati.
  - Tempistica del lampo: in questo momento è possibile eseguire l'evocazione magica o rapida. Anche in questo caso, il difensore può prima usare la magia.
  - Controlla la pressione arteriosa. La carta con BP più alta vince e la BP più bassa viene distrutta. Se lo stesso importo, entrambi vengono distrutti.
- Fase finale: segnala la fine del turno.

Ripeti fino alla fine del gioco. La partita si vince riducendo a 0 i punti vita o il mazzo dell'avversario. Il gioco viene vinto immediatamente quando i punti vita sono a 0, ma un mazzo deve avere 0 carte durante la Fase Iniziale affinché la partita finisca.

### Terminologia della scheda
- Nucleo: sono dei Segnalini usati per giocare a carte e servire come punti vita. Quando la vita diminuisce, il nucleo della vita va nella riserva.
- Tipo: il tipo di carta, spirito, magia, nexus, brave o ultimate.
- Colore: il colore della carta (rosso, bianco, verde, viola, giallo o blu).
- Core Cost: Il numero di core che devono essere gettati nel cestino per giocare una carta. Situato nell'angolo in alto a sinistra del mazzo.
- Riduzione di base: per ogni carta con un simbolo corrispondente sul campo (fino a un punto), il costo di base per giocare una carta viene ridotto di 1. Situato direttamente a destra del costo di base.
- Punti battaglia: abbreviati in BP , il potere di attacco/blocco di uno spirito, coraggioso o supremo.
- Costo del livello: il numero di core necessari per portare una carta a un certo livello.
- Famiglia: la classificazione delle carte spirito, coraggioso e definitivo. A volte chiamato attributo o caratteristica. Situato a destra del nome della carta.
- Simbolo: la gemma in basso a destra della carta. Usato per determinare il colore della carta, la riduzione del nucleo e il danno che la carta può infliggere alla vita. La maggior parte delle carte varia da 0 a 2 simboli.

### Tipi di carte
- Spirito: gli spiriti vengono evocati principalmente per attaccare l'avversario e ridurne la vita, ma sono anche usati per proteggere la propria vita. Devono avere almeno 1 nucleo su di loro per rimanere in campo e vengono aumentati di livello aggiungendo altri nuclei.
- Magic: i giocatori usano Magic per cambiare l'ambiente del campo di gioco causando una varietà di effetti diversi dal fornire aumenti di BP al pescare più carte. Possono cambiare drasticamente il ritmo del gioco.
- Nexus: I Nexus sono carte luogo che cambiano il campo. I loro effetti sono simili alla magia, ma sono continui.
- Brave: un quarto tipo di carta introdotto circa due anni l'uscita del gioco. Sono trattati come "Spirito-Forma" sul campo, il che significa che qualsiasi effetto di bersagliamento dello Spirito è vulnerabile ad esso. È uno Spiriti che può diventare: un equipaggiamento, una combinazione di effetti, cambio attributi, simbolo (se presente) e costo.
- Ultimate: un quinto tipo di carta che è stato introdotto per la prima volta da Battle Spirits Ultimate (2013), il cui livello inizia da 3 e può arrivare fino a 6. Queste carte hanno BP elevati per il loro costo. Gli Ultimate non sono influenzati dagli effetti che prendono di mira gli spiriti (è un tipo di carta diverso) e di solito hanno la condizione di evocazione soddisfatta per evocarli.

### Rarità delle carte
La rarità delle carte in Battle Spirits è la seguente:
- Comune: le carte sono comunemente ottenibili con o senza effetti. Ma di solito svolge il ruolo di supporto delle strutture del ponte.
- Non comune: carte con effetti migliori. e questa rarità non esiste più dopo Battle Spirits Rekkaden.
- Rare: nella versione USA, sono tutte carte sventate ad eccezione delle carte rare iniziali. I costi variano da 4 a 7. Nella versione giapponese, la loro fascia di costo varia.
- Master Rare: carte sventate, proprio come le rare. I costi variano da 5 a 7. È diventato un'immagine completa da Battle Spirits SwordEyes.
- X Rare: pellicola speciale con una X sullo sfondo della casella degli effetti. Da Battle Spirits SwordEyes, le carte sono stampate in Full Art. In genere presentano effetti molto più potenti rispetto ad altri livelli di rarità, per lo più costi elevati.
- Mythic X Rare: scheda a stampa intera con un BS sullo sfondo della casella degli effetti. L'unica carta Mythic X-Rare è The AbsoluteDragonDeity Amaterasu-Dragon, con solo tre copie conosciute al mondo: Champion of Battle Spirits Championship 2013, Voice Actor di Tegamaru Tanashi (Jun Fukuyama) e Illustrator di AbsoluteDragonDeity Amaterasu-Dragon.
- Doppia X Rara: carte molto potenti introdotte per la prima volta in Battle Spirits Rekkaden. Hanno una XX sullo sfondo della casella degli effetti. Il costo varia
- Stampa speciale alternativa X Rara: X raro con diverse stampe d'arte o fogli. Dal momento che da Battle Spirits Brave, le carte sono in stampa speciale olografica fino ai primi booster di Battle Spirits Heroes, The DragonHero Sieg-Yamato-Fried. Non confermato che fosse dovuto alla comunità che si lamentava della sua visibilità, la stampa olografica è quindi passata a Arte alternativa dopo The DragonHero Sieg-Yamato-Fried (L'ultima stampa olografica X rara). Ancora una volta, fino alla fine di Battle Spirits SwordEyes, questa rarità non esiste più nelle prossime 3 stagioni (3 anni: Ultimate, Rekkaden e Godking Saga). Ma questa rarità esiste di nuovo in Battle Spirits Kourinhen (nessun anime) con 2 tentativi di progettazione. La stampa speciale alternativa X rara nei primi 2 booster (BS40 e BS41) è stata stampata in modo semplice dal design di uno sfondo nero in cui gli spiriti sono ben visibili. Nei booster BS42,
- 10th X Rare: potenti carte che commemorano il 10º anniversario di Battle Spirits. Hanno un "10°" stampato sulla carta e la grafica della carta presenta dettagli dorati.

### Colori
Il mondo di Battle Spirits è ambientato è dominato da sei fazioni con colori diversi. Ogni colore deriva da una diversa varietà di gemme preziose. Il Rosso (Rubino), il Verde (Smeraldo), il Viola (Ametista), il Bianco (Diamante), il Blu (Zaffiro) e il Giallo (Topazio).
- Rosso: le carte rosse hanno principalmente effetti aggressivi che vengono attivati quando il giocatore sta attaccando. Gli spiriti rossi si basa principalmente su rettili, draghi, dinosauri e simili.
- Bianco: le carte bianche sono principalmente difensive e molte hanno effetti che si attivano quando bloccano. Anche quando il giocatore ha meno spiriti dell'avversario, gli spiriti bianchi proteggeranno la vita del giocatore con il loro forte potere difensivo. Gli Spiriti bianchi si basano su macchine o mecha.
- Verde: le carte verdi sono utili per generare nuclei in cui possono dare a un giocatore un vantaggio iniziale di risorse nel gioco. E gioca anche attorno all'aggiornamento e allo scarico che consentono loro di andare per la vita dell'avversario. Gli spiriti verdi sono per lo più basati sulla natura, tipo bestie o insetti.
- Viola: le carte viola sono buone per causare dolore all'avversario al di fuori della battaglia. Il viola è noto per gli effetti che giocano con il layout del nucleo dell'avversario, come rimuovere il nucleo dagli spiriti avversari nel tentativo di esaurirli. Hanno anche molte carte che consentono al giocatore di pescare di più. Gli spiriti viola sono per lo più basati su demoni, zombi o animali velenosi.
- Blu: le carte blu hanno principalmente il potere di demolire il mazzo dell'avversario, concentrandosi sulla vittoria dopo aver eliminato il mazzo. Hanno anche un'elevata affinità con i nexus, che potenziano i loro effetti o distraggono le strategie dell'avversario.Gli spiriti blu sono per lo più basati su superumani, Esseri mitologici, Golem o gladiatori.
- Giallo: le carte gialle sono deboli rispetto ad altri colori quando si guarda al costo e ai BP, ma hanno effetti sorprendenti che danno al giocatore un potente vantaggio quando si tratta di magia. Il giallo è ottimo per lavorare con altri colori per aumentare la potenza della loro magia. E hanno carte che cambiano le regole di battaglia molto divertenti. Gli spiriti gialli sono per lo più basati su angeli, folletti, personaggi delle fiabe... e pinguini.

In Battle Spirits esistono anche spiriti con più simboli che possono essere dello stesso colore o differenti.

## Anime
L'anime è tratto dal gioco di carte collezionabili ed è stato prodotto da Sunrise (le prime sei serie) e BN Pictures (la settima e l'ottava). Trasmesse in Giappone dal 2008 in poi su Nagoya TV, TV Asahi e TV Tokyo, in Italia sono state mandate in onda su Rai 2 e Rai Gulp la seconda, la terza, la quarta e la quinta serie a partire dal 2011.
1. Battle Spirits - Shōnen Toppa Bashin (バトルスピリッツ 少年突破バシン?, Batoru Supirittsu Shōnen Toppa Bashin), 50 episodi, 2008-2009[6]
2. Battle Spirits - Dan il Guerriero Rosso (バトルスピリッツ 少年激覇ダン?, Batoru Supirittsu Shōnen Gekiha Dan), 50 episodi, 2009-2010[7]
3. Battle Spirits - Brave (バトルスピリッツ ブレイヴ?, Batoru Supirittsu Bureivu), 50 episodi, 2010-2011
4. Battle Spirits - Heroes (バトルスピリッツ 覇王 （ヒーローズ）?, Batoru Supirittsu Hīrōzu), 50 episodi, 2011-2012[8]
5. Battle Spirits - Sword Eyes / Battle Spirits - Sword Eyes Gekitōden (バトルスピリッツ ソードアイズ／バトルスピリッツ ソードアイズ激闘伝?, Batoru Supirittsu Sōdo Aizu / Batoru Supirittsu Sōdo Aizu Gekitōden), 50 episodi, 2012-2013[9]
6. Battle Spirits Saikyō Ginga Ultimate Zero (最強銀河 究極（アルティメット）ゼロ ～バトルスピリッツ～?, Saikyō Ginga Arutimetto Zero ~Batoru Supirittsu~, Saikyō Ginga Ultimate Zero ~Battle Spirits~), 49 episodi, 2013-2014[10]
7. Battle Spirits - Burning Soul (バトルスピリッツ 烈火魂 ＜バーニングソウル＞?, Batoru Supirittsu Bāningu Souru), 51 episodi, 2015-2016[11]
8. Battle Spirits - Double Drive (バトルスピリッツ ダブルドライブ?, Batoru Supirittsu Daburu Doraibu), 51 episodi, 2016-2017[12]
9. Battle Spirits - Saga Brave (バトルスピリッツ サーガブレイヴ?, Batoru Supirittsu Sāga Bureivu), 3 episodi, 2019-2020[13]
10. Battle Spirits - Kakumei no Galette (バトルスピリッツ 赫盟のガレット?, Batoru Supirittsu Kakumei no garetto), 2020[14]

## Videogiochi
- Battle Spirits: Kiseki no hasha (バトルスピリッツ 輝石の覇者?, Batoru Supirittsu Kiseki no hasha) (PSP)
- Battle Spirits: Heroes Soul (バトルスピリッツ ヒーローズ ソウル?, Batoru Supirittsu Hīrōzu Sōru) (PSP), 2010
- Battle Spirits: Digital Starter (バトルスピリッツ デジタルスターター?, Batoru Supirittsu Dejitaru Sutātā) (Nintendo DS), 2010
- Battle Spirits: Hasha no hōkō (バトルスピリッツ 覇者の咆哮?, Batoru Supirittsu Hasha no hōkō), (Mobage)